# Рудольф Герке
Рудольф Ернст Отто Герке (нім. Rudolf Ernst Otto Gercke; нар. 17 серпня 1884, Міколайкі — пом. 17 лютого 1947, Марбург) — німецький воєначальник часів Третього Рейху, генерал від інфантерії (1942), начальник військово-транспортної служби Верховного командування Вермахту.

## Біографія
27 лютого 1903 року вступив в 1-й єгерський батальйон «Граф Йорк фон Вартенбург». 1 жовтня 1911 року був направлений в Пруську військову академію. 21 липня 1914 року призначений ад'ютантом батальйону свого полку. Учасник Першої світової війни. З 18 жовтня 1917 року переведений до головного штабу Воєнно-транспортної служби. 1 жовтня 1922 року призначений командиром роти 1-го Прусського піхотного полку. 1 жовтня 1923 року вийшов у відставку. 1 квітня 1928 року вступив в Імперське військове міністерство.
В 1933 році повернувся на військову службу. З 12 жовтня 1937 року— начальник 5-го (транспортного) відділу Генерального штабу сухопутних військ Вермахту. З 1 вересня 1939 по 8 травня 1945 року — начальник військово-транспортної служби ОКВ та ОКГ (з 15 січня 1940 року— військово-польової транспортної служби). Після капітуляції Німеччини взятий в полон американськими військами. Помер у шпиталі.

## Звання
- Фанен-юнкер (27 лютого 1903)
- Фенріх (18 жовтня 1903)
- Лейтенант (18 серпня 1904)
- Оберлейтенант (18 серпня 1912)
- Гауптман (28 листопада 1914)
- Майор запасу (31 жовтня 1923)
- Майор у відставці (1 жовтня 1931)
- Оберстлейтенант у відставці (1 грудня 1934)
- Оберстлейтенант (1 квітня 1937)
- Оберст (1 жовтня 1937)
- Генерал-майор (1 жовтня 1939)
- Генерал-лейтенант (1 серпня 1940)
- Генерал від інфантерії (19 квітня 1942)

## Нагороди
- Залізний хрест
  - 2-го класу (25 вересня 1914)
  - 1-го класу (27 січня 1916)
- Орден Альберта (Саксонія), лицарський хрест 1-го класу з мечами (15 травня 1915)
- Почесний хрест (Ройсс) 3-го класу з короною і мечами (20 червня 1915)
- Хрест «За військові заслуги» (Австро-Угорщина) 3-го класу з військовою відзнакою (28 червня 1915)
- Орден Білого Сокола, лицарський хрест 2-го класу з мечами (27 квітня 1916)
- Ганзейський Хрест (Гамбург; 15 вересня 1917)
- Орден «За заслуги» (Баварія) 4-го класу з мечами (13 травня 1918)
- Почесний хрест ветерана війни з мечами (19 грудня 1934)
- Медаль «За вислугу років у Вермахті» 4-го, 3-го, 2-го і 1-го класу (25 років; 2 жовтня 1936) — отримав 4 нагороди одночасно.
- Медаль «У пам'ять 13 березня 1938 року» (12 червня 1939)
- Медаль «У пам'ять 1 жовтня 1938» із застібкою «Празький град»
  - застібка (16 жовтня 1939)
- Медаль «У пам'ять 22 березня 1939 року»
- Застібка до Залізного хреста
  - 2-го класу (22 вересня 1939)
  - 1-го класу
- Орден Заслуг (Угорщина), командорський хрест із зіркою
  - хрест (23 жовтня 1939)
  - зірка (24 лютого 1941)
- Хрест Воєнних заслуг 2-го і 1-го класу з мечами
- Орден Хреста Свободи 1-го класу з мечами і зіркою (Фінляндія)
  - орден (25 березня 1942)
  - зірка (15 липня 1942)
- Орден «За військові заслуги» (Болгарія), великий офіцерський хрест з мечами
- Орден Зірки Румунії, великий офіцерський хрест з мечами
- Орден Корони Румунії, великий хрест з мечами
- Орден Корони короля Звоніміра 1-го класу з мечами і зіркою (Незалежна Держава Хорватія)
- Лицарський хрест Хреста Воєнних заслуг з мечами (25 вересня 1943)